# 2012年夏季奥林匹克运动会坦桑尼亚代表团
2012年夏季奥林匹克运动会坦桑尼亞代表团派出6名選手參加2012年7月27日至8月12日在英國倫敦舉行的2012年夏季奧林匹克運動會。